# Nampteuil-sous-Muret
Nampteuil-sous-Muret ist eine französische Gemeinde mit 93 Einwohnern (Stand: 1. Januar 2022) im Département Aisne in der Region Hauts-de-France (frühere Region: Picardie). Sie gehört zum Arrondissement Soissons und zum Kanton Villers-Cotterêts.

## Geographie
Die Gemeinde Nampteuil-sous-Muret liegt am Zusammenfluss des Ru de Violaine und des Ru de Launoy zur Crise, die der Aisne zufließt, rund 13 Kilometer südöstlich von Soissons. Im Norden der Gemeinde liegt das Gehöft Ferme de l’Épitaphe, im Süden Le Moulin de Batrand. Nachbargemeinden von Nampteuil-sous-Muret sind Serches im Norden, Maast-et-Violaine im Osten, Muret-et-Crouttes im Süden und Chacrise im Westen.

## Bevölkerungsentwicklung
| Jahr                       | 1962 | 1968 | 1975 | 1982 | 1990 | 1999 | 2006 | 2012 | 2022 |
| Einwohner                  | 122  | 99   | 83   | 86   | 102  | 76   | 77   | 93   | 93   |
| Quellen: Cassini und INSEE |      |      |      |      |      |      |      |      |      |

## Sehenswürdigkeiten
- Kirche Saint-Jacques aus dem 12. und 16. Jahrhundert, 1927 als Monument historique eingetragen (Base Mérimée PA00115838).

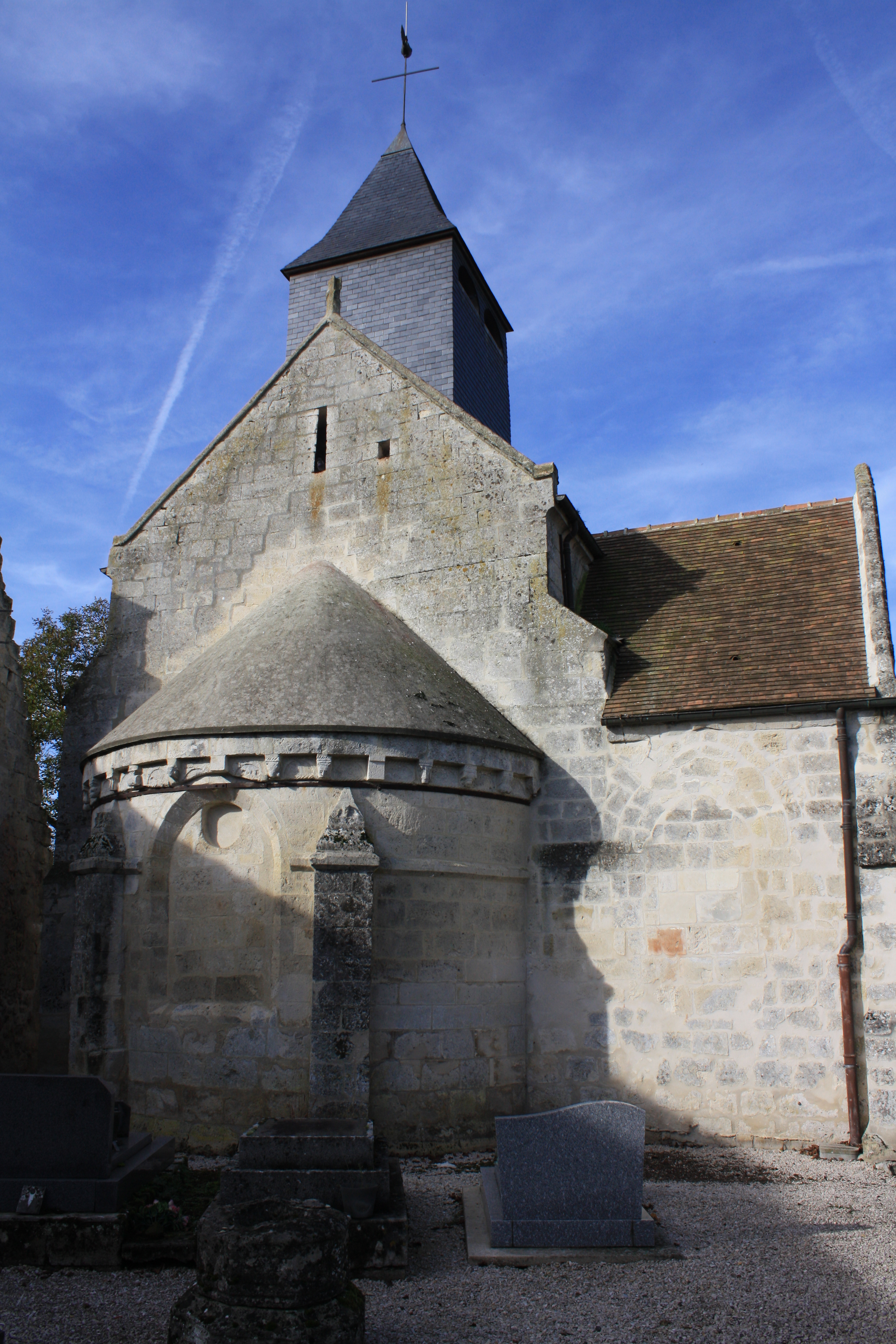
Kirche Saint-Jacques
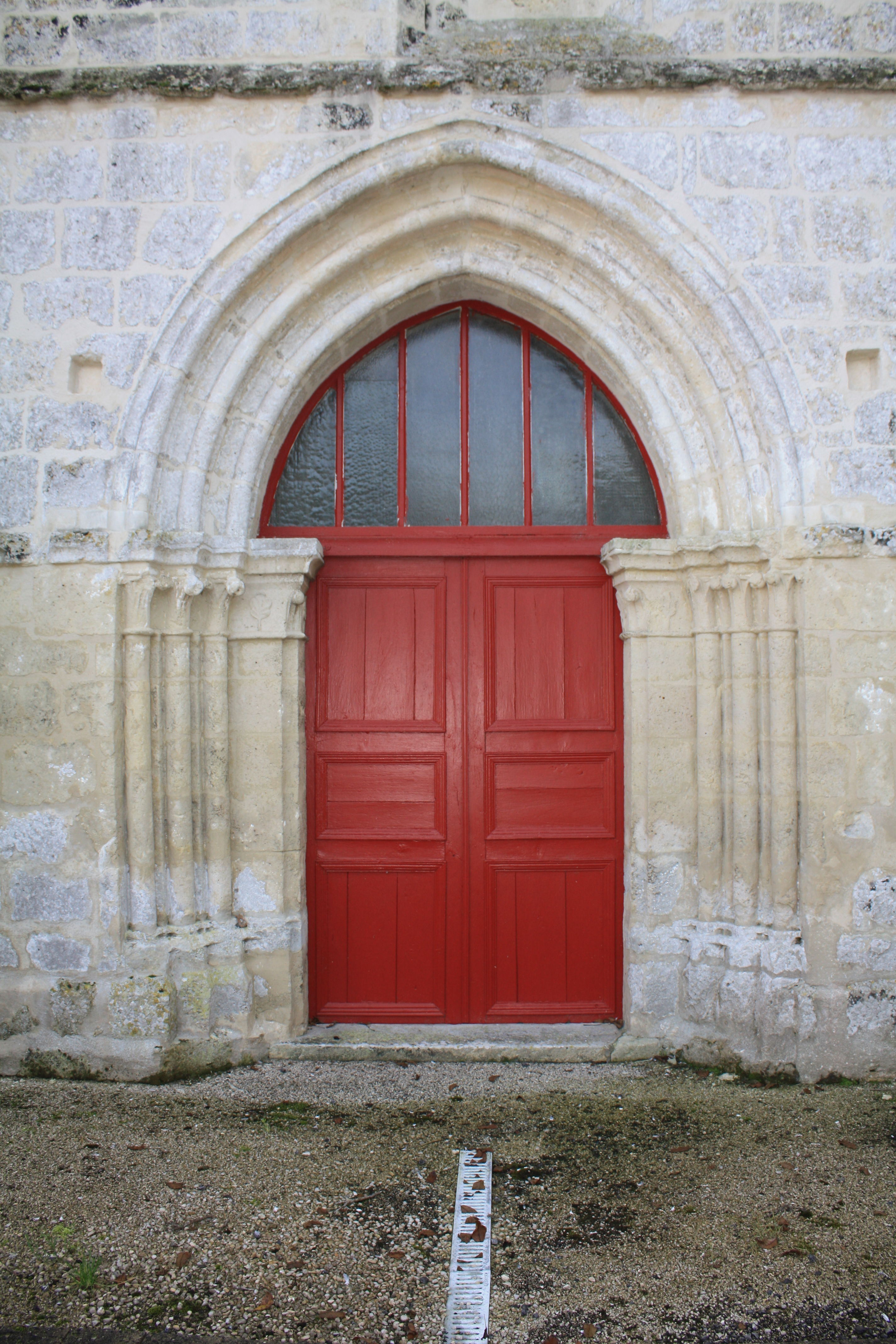
Detail der Kirche
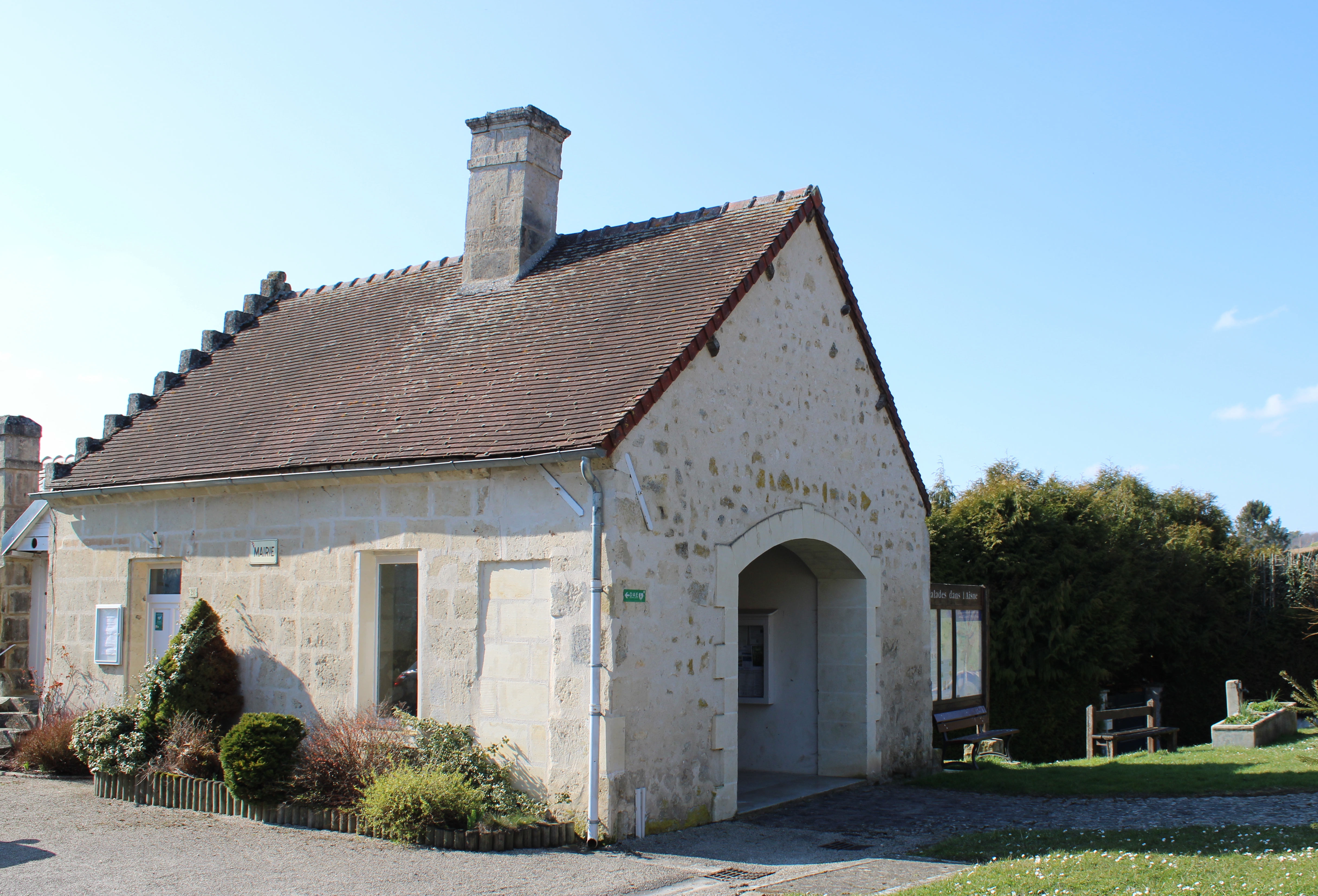
Mairie
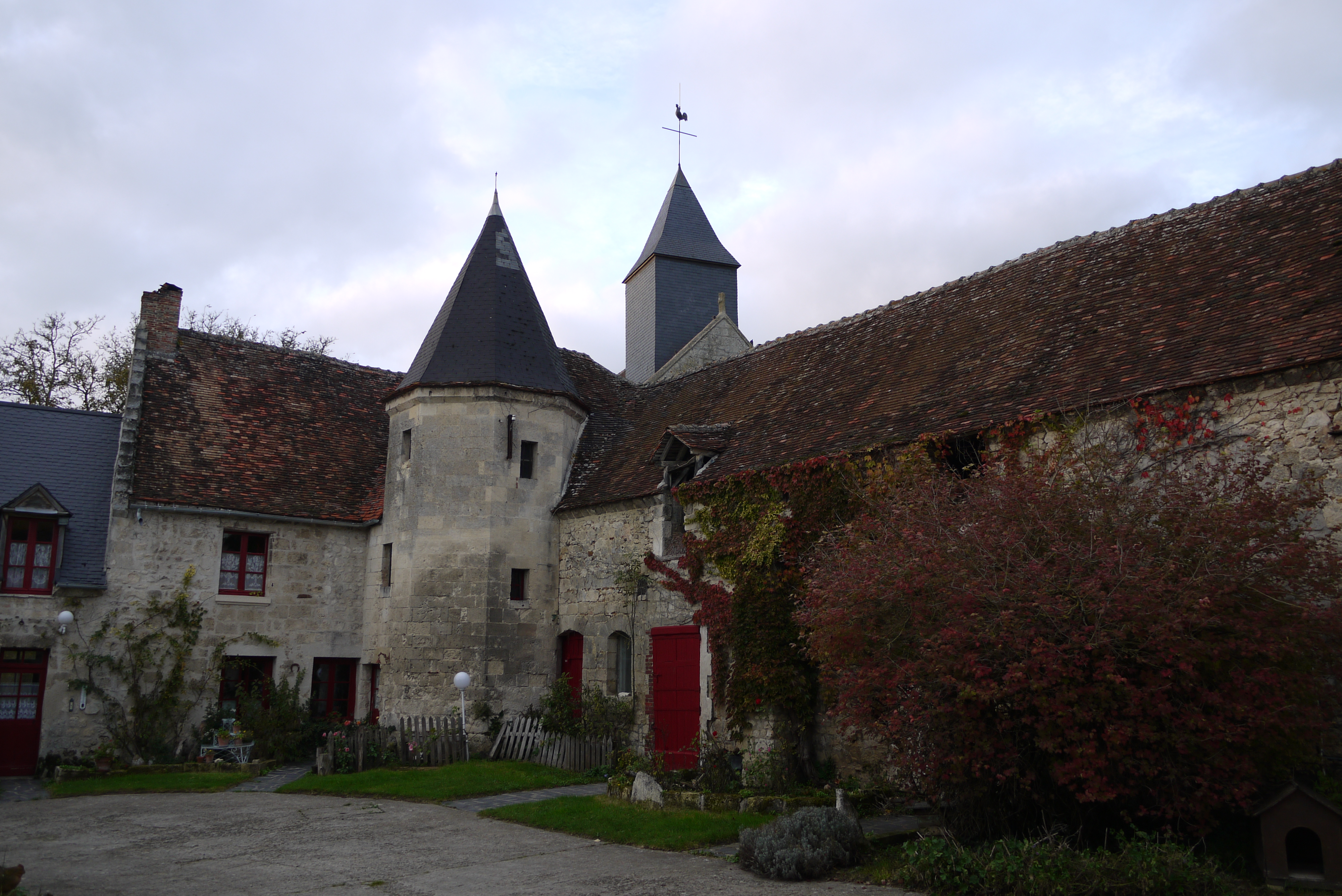
Hof Ferme de la Berque